# Lange Wijk
Lange Wijk is een buurt in de gemeente Midden-Groningen in de provincie Groningen.
De streek ligt langs het gelijknamige kanaal, dat vanaf het Achterdiep in Sappemeer loopt tot Froombosch. De buurt kenmerkt zich door de typische veenkoloniale lintbebouwing.